# Cedo Demais (filme)
Cedo Demais é um filme de comédia dramática brasileiro de 2024, dirigido por José Lavigne, com roteiro de Rafael Leal baseado no roteiro original de Phil M. Rosenberg, o filme foi lançado no dia 22 de fevereiro de 2024 nos cinemas.   Estrelado por Thati Lopes, Kayky Brito, Yuri Marçal e Vitor Thiré. 

## Sinopse
Quando dois amigos se apaixonam pela mesma garota, a situação pode ficar complicada. Especialmente se essa garota for Dora, recentemente viúva, e se os amigos em questão forem André e Lucas, companheiros de infância de Narciso, o falecido marido. Enquanto Dora hesita em abrir seu coração para um novo amor, os dois amigos iniciam uma disputa divertida pelo espaço no coração da viúva. Em meio ao luto, eles descobrem que Narciso pode não ter sido o grande amigo que imaginavam.  

## Elenco
- Thati Lopes como Dora
- Yuri Marçal como André
- Vitor Thiré como Lucas
- Gabriel Godoy como Manolo
- Bella Camero como Bianca
- Valentina Bandeira como Bruna
- Kayky Brito como Narciso
- Roberta Rodrigues como Drª. Aretuza